# Джовінаццо
Джовінаццо (італ. Giovinazzo) — муніципалітет в Італії, у регіоні Апулія,  метрополійне місто Барі.
Джовінаццо розташоване на відстані близько 360 км на схід від Рима, 18 км на захід від Барі.
Населення — 20 575 осіб (2014).
Покровитель — Madonna di Corsignano.

## Демографія
Населення за роками:

Станом на 1 січня 2023 року в муніципалітеті офіційно проживало 360 іноземців з 50 країн, серед них 130 громадян країн Євросоюзу та 3 громадяни України.

## Сусідні муніципалітети
- Барі
- Бітонто
- Мольфетта
- Терліцці